# Cuise-la-Motte
Cuise-la-Motte település Franciaországban, Oise megyében. Lakosainak száma 2101 fő (2022. január 1.). Cuise-la-Motte Berneuil-sur-Aisne, Couloisy, Croutoy, Pierrefonds, Saint-Étienne-Roilaye, Trosly-Breuil és Vieux-Moulin községekkel határos.

## Népesség
A település népességének változása:
| Lakosok száma | 2138 | 2147 | 2282 | 2192 | 2196 | 2216 | 2220 | 2161 | 2101 |
|               | 2013 | 2015 | 2016 | 2017 | 2018 | 2019 | 2020 | 2021 | 2022 |